# Särkänsaari (ö i Södra Savolax, S:t Michel, lat 62,12, long 26,93)
Särkänsaari är en ö i Finland. Den ligger i sjön Kyyvesi och i kommunen Sankt Michel i den ekonomiska regionen  S:t Michel och landskapet Södra Savolax, i den södra delen av landet, 240 km nordost om huvudstaden Helsingfors. Öns area är 1,3 hektar och dess största längd är 160 meter i nord-sydlig riktning.